# American way of life
Pour les articles homonymes, voir American Way (homonymie).
Pour le film, voir American Way (film).
L’American way of life, ou mode de vie américain en français, est une expression désignant une éthique nationale ou patriotique américaine qui prétend adhérer aux principes élaborés dans la Déclaration d'indépendance des États-Unis : la vie, la liberté et la recherche du bonheur. Elle peut aussi bien se référer plus généralement au mode de vie du peuple des États-Unis.
Le sens de l'expression dépend largement de qui l'utilise : pour la gauche américaine, elle peut signifier un esprit démocratique ou bien anti-autoritaire ; pour la droite, elle est souvent associée au rêve américain (en anglais : « American Dream ») et à la notion de l'« exceptionnalisme américain » (« American exceptionalism »), conviction que la nation américaine a un destin unique et à part des autres nations du monde.

## Historique

### Aux États-Unis

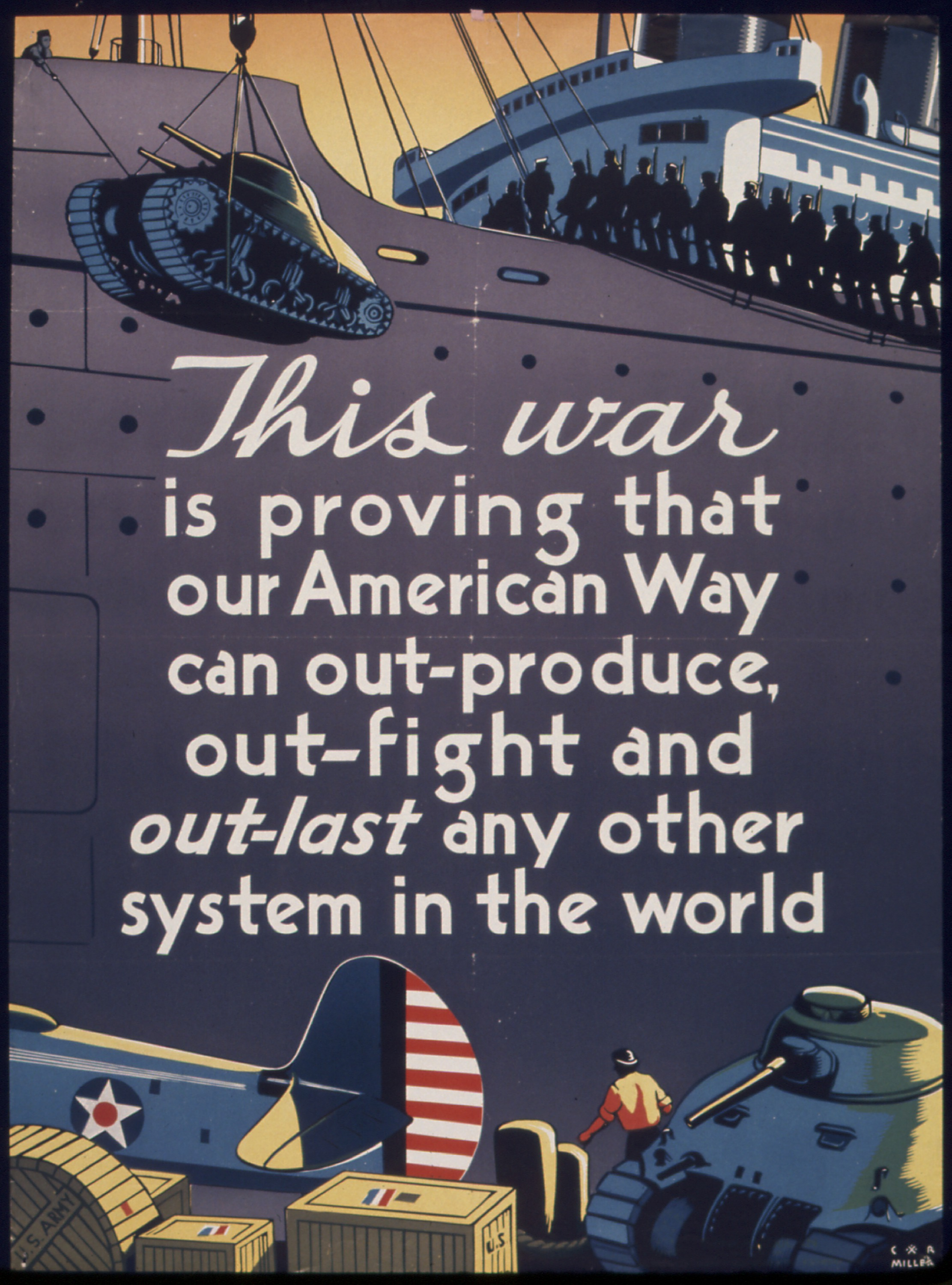
Affiche de propagande produite aux États-Unis entre 1941 et 1944 pour sensibiliser l'opinion à l'effort de guerre (National Archives at College Park).

Aux États-Unis, l'expression se rapporte au style de vie des personnes habitant aux États-Unis. C'est un exemple d'une modalité comportementale, développé à partir du XVIIe siècle jusqu'à aujourd'hui.

Les premier et deuxième articles de la Déclaration des droits de l'État de Virginie, adoptées à l'unanimité par la convention des délégués de Virginie le 12 juin 1776 et écrites par George Mason, stipule que : 

« Tous les hommes sont par nature également libres et indépendants, et ont certains droits inhérents, dont, quand ils commencent à vivre en société, ils ne peuvent pas, par aucun contrat, être privés ou être dessaisis de leur postérité ; à savoir, le plaisir de la vie et de la liberté, et ils doivent avoir les moyens d'acquérir et de posséder des propriétés, et de poursuivre et obtenir le bonheur et la sûreté. »

L'expression — parfois réduite à The American Way — s'est popularisée pendant la Seconde Guerre mondiale, et a pris de l'ampleur avec la Guerre froide, afin de faire une distinction étroite entre la politique américaine et, dans un premier temps, les forces de l'Axe, puis, dans un second temps, avec l'URSS, soulignant les principes de démocratie et de production capitaliste. 
L’American way of life est particulièrement bien illustrée par des artistes comme Norman Rockwell. En 1945, Henry Miller pose un regard très critique et lucide avec son récit de voyage Le Cauchemar climatisé.

### En Europe
Le développement de l’American way of life en Europe et dans le monde est un phénomène lié au XXe siècle. L'aide que procura l'armée américaine au cours de la Première Guerre mondiale, où elle fut particulièrement efficace sur l'organisation logistique, dans le centre de la France par exemple, commença à éveiller un intérêt pour cette culture nouvelle.
Pendant la Seconde Guerre mondiale, l'effort de production des armements nécessaires au débarquement de Normandie fut le plus grand projet industriel jamais mené en un temps aussi court par une nation.
À la Libération, les Américains bénéficièrent ainsi d'un prestige considérable, qu'ils réussirent à négocier auprès des pays européens. L'accord Blum-Byrnes (1946) par exemple, outre l'aide financière qu'il accordait à la France, imposait l'obligation de projeter des films américains dans les salles de cinéma françaises. D'autres produits de grande consommation se répandirent en Europe : chewing-gum, cigarettes, Coca-Cola, mode ... diffusant une forme américaine de culture de masse. Le paradoxe de Leontief exprime, sous forme de théorie économique, le fait que les États-Unis sont parvenus à exporter des biens moins exigeants en capitaux que ne le sont leurs importations.
L'arrivée du réseau Internet pose également ce genre de questions, autour de l'identité culturelle, et du droit de la propriété intellectuelle auquel les Américains n'ont jamais adhéré.

## Critiques
Les critiques, essentiellement issues de la gauche, suggèrent que le mode de vie américain qui s'est développé au XXe siècle repose sur la consommation de masse[citation nécessaire]. Celle-ci prend plusieurs formes : les loisirs, les objets de la vie quotidienne, les codes vestimentaires, les informations pour l'individu, le confort, mais aussi la surexploitation des ressources naturelles : l'empreinte écologique d'un Américain du Nord est d'environ 8 hag (hectares globaux) par personne, pour une biocapacité de 2 hag par personne, ce qui correspond à environ quatre fois la capacité biologique de la Terre. Autrement dit, si tous les habitants de la Terre vivaient comme les Américains, il faudrait quatre planètes Terre pour fournir les ressources naturelles et absorber le CO2.
Le terme a été largement commenté depuis la déclaration de George Bush père en 1992 (George H.W Bush à ses pairs en 1992 au sommet de la terre à Rio), estimant que rien ne ferait renoncer son gouvernement à défendre l’American way of life (« Le mode de vie des Américains n'est pas négociable. Un point c’est tout. » [The American way of life is not up for negotiation. Period.]). Selon Guillaume Duval (rédacteur en chef d'une revue altermondialiste) et Manuel Domergue, les plus riches des pays du Nord ont une responsabilité dans les désordres écologiques, qui va bien au-delà de l'impact direct de leurs gaspillages sur l'environnement.